# لامپ رشته‌ای

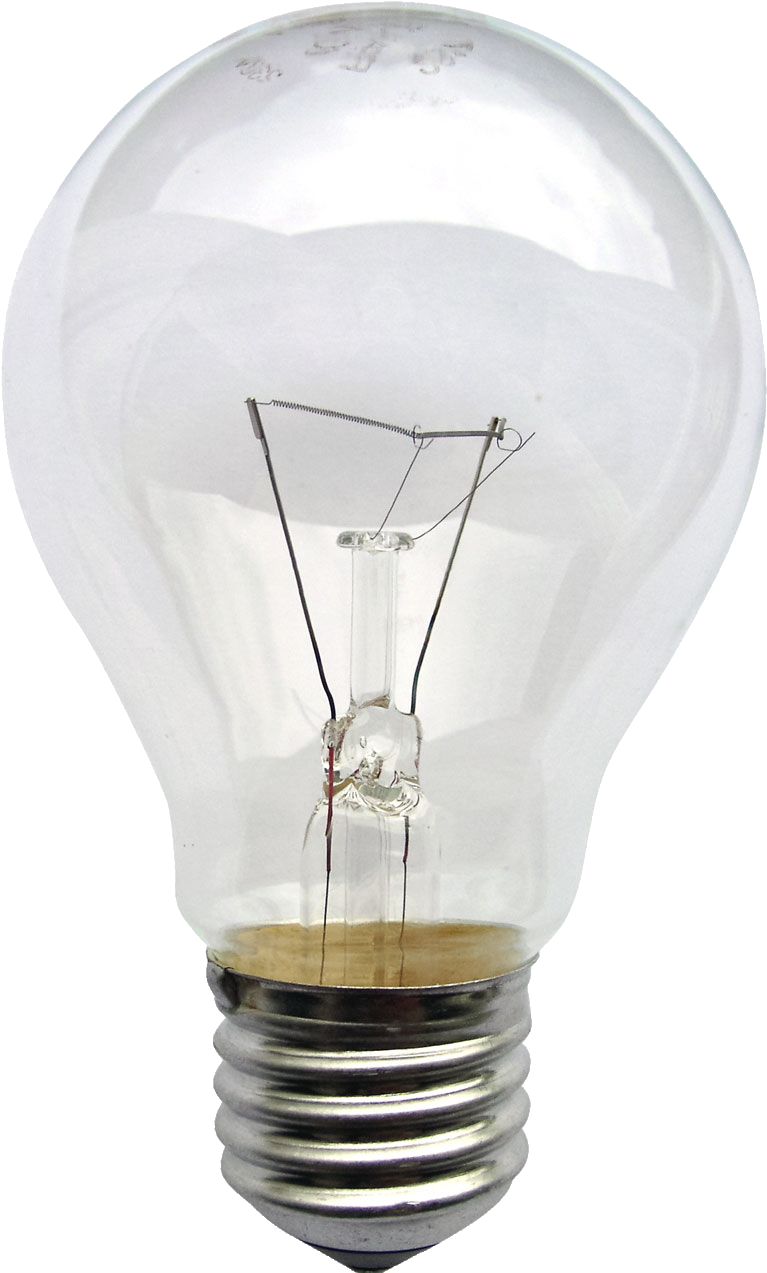
یک لامپ رشته‌ای

لامپ رشته‌ای، لامپ حبابی یا لامپ التهابی، یک چشمه نور مصنوعی است که نور درخشانی از خود ساطع می‌کند. در این لامپ‌ها، جریان الکتریکی از یک رشته نازک از جنس فلزی به نام تَنگستَن که مقاومت الکتریکی نسبتاً زیادی دارد (در مقایسه با سیم مسی) عبور کرده و آن را به شدت داغ می‌کند. رشته نازک در اثر داغ شدن، نورانی می‌شود. در حباب شیشه‌ای بسته مقدار زیادی گاز نئون وجود دارد و از سوختن رشته جلوگیری می‌کند که در غیر این صورت رشته سریعاً اکسیده شده و خواهد سوخت. درون این لامپ‌ها با گاز جیوه و نیتروژن و دی اکسید کربن پر شده است.
لامپ‌های رشته‌ای در اندازه‌ها و ولتاژهای (و توان‌های) متنوعی ساخته می‌شوند، از ۱٫۵ ولت تا ۳۰۰ ولت. این نوع لامپ نیازی به تجهیزات اضافی نداشته و قیمت تولید بسیار پایینی دارد و با هر دو نوع جریان مستقیم و متناوب کار می‌کند. در نتیجه لامپ رشته‌ای به صورت وسیعی در نوردهی خانگی و تجاری، نورهای غیر ثابت، چراغ‌های مطالعه، چراغ‌های اتومبیل‌ها، چراغ‌قوه‌ها، مصارف تبلیغاتی و دکوراسیون کاربرد دارد.
در بعضی مصارف مانند دستگاه جوجه‌کشی (برای گرم کردن تخم مرغ‌ها) از گرمای ناشی از لامپ‌های رشته‌ای استفاده می‌کنند. نور گرمایی (فروسرخ) برای تانک‌های خزنده، گرمایش از راه دور، گرمایش صنعتی و مصارف خشک کردن، و در فرهای پخت آسان کاربرد دارد. در هوای سرد، گرمای ناشی از لامپ‌های رشته‌ای می‌تواند در گرمایش خانه شرکت کند، اما در مناطق گرمسیری باعث اتلاف بیشتر انرژی توسط سیستم‌های تهویه مطبوع می‌شود.
لامپ‌های رشته‌ای به‌تدریج در بسیاری از کاربردها جای خود را به لامپ‌های فلورسنت، لامپ‌های فلورسنت فشرده، لامپ‌های تخلیه الکتریکی پرنور، ال‌ئی‌دی‌ها و وسایل دیگری داده‌اند که به ازای مقدار مشابهی از انرژی واردشده به لامپ مقدار بیشتری نور از خود ساطع می‌کنند. به منظور بالا بردن بازده نوری و کاهش مصرف انرژی، تلاش می‌شود این لامپ‌ها را از رده خارج کنند.

## تاریخچه لامپ رشته‌ای
رابرت فریدل و پاول اسرائیل به عنوان مورخ، ۲۲ مخترع پیش از سوان و توماس ادیسون را به عنوان مخترعان لامپ رشته‌ای نام می‌برند. آن‌ها بیان کردند که اختراع ادیسون توانست به خاطر مواد بکار گرفته شده مناسب‌تر، ایجاد خلأیی مناسب‌تر و مقاومت بیشتر که باعث می‌شد توزیع نیرو از منبع انرژی مرکزی مقرون به صرفه باشد از بقیه پیشی بگیرد. مورخ دیگری به نام توماس هوگس، موفقیت ادیسون را ناشی از تولید یک منبع نوری ابتدائی ولی جمع و جور می‌داند. 
«لامپ قطعه‌ای کوچک از سیستم نوردهی الکتریکی بود و حیاتی‌تر از ژنراتور غول‌آسای شاهکار ادیسون و خط تغذیهٔ او و سامانهٔ توزیع موازی او نبود. درحالی‌که دیگر مخترعان با لامپ‌ها و ژنراتورهایی که دارای نبوغ و شگرفی مشابه خیلی وقت پیش فراموش شدند چون سازندگان آن‌ها را در یک سامانهٔ جامع روشنایی ارائه نکرده بودند.»
تحقیقات نیمه‌تجاری ابتدائی‌تر: در ۱۸۰۲ هومفری دیوی پرقدرت‌ترین باتری دنیا را در مؤسسه سلطنتی انگلستان در اختیار داشت، در همان سال او توسط رشته‌ای از پلاتینیوم—که به دلیل دمای ذوب بسیار بالایش انتخاب شده بود—اولین لامپ رشته‌ای را اختراع کرد. آن لامپ به اندازهٔ کافی روشن نبود و حتی آنقدر دوام نمی‌آورد که کاربردی داشته باشد اما سنت ۷۵ ساله‌ای بود که پیش‌زمینهٔ موفقیت‌های محققان تا زمان تولید اولین لامپ کاربردی توسط توماس ادیسون در ۱۸۷۹ میلادی بود. در ۱۸۰۹ دیوی اولین لامپ قوس الکتریکی را ساخت که اتصال الکتریکی کوچک اما کورکننده‌ای بین دو زغال چوب بود که به یک باتری شامل ۲۰۰۰ پیل متصل شده بود. پس از نشان دادن این اختراع به مؤسسه سلطنتی انگلستان این لامپ به نام لامپ قوسی (Arc lamp) شناخته شد.
در ۱۸۳۵، جیمز لیندسی در دوندی اسکاتلند لامپ الکتریکی ثابتی را ارائه داد. او توضیح داد که او توانسته «کتابی را در فاصله ۱٫۵ پایی (حدوداً ۵۰ سانتی‌متر) بخواند». با این حال در زمانی که این وسیله را به خواست خود تکمیل می‌کرد رو به مسئله تلگراف بی‌سیم آورد و بیش از این به لامپ الکتریکی خود نپرداخت. ادعاهای او در این زمینه زیاد مستند نیستند.
در ۱۸۴۰ دانشمندی بریتانیایی به نام 'وارن ده لا رو' سیم پیچی از جنس پلاتینیوم را در محفظه خلأ قرار داد و جریانی الکتریکی را از آن عبور داد. طراحی آن بر این اساس استوار بود که نقطه ذوب بالای پلاتینیوم اجازه بالا رفتن دما تا دماهای بالاتر را می‌دهد و محفظه خالی شده از هوا که مولکول‌های گاز کمتری دارد واکنش کمتری با پلاتینیوم نشان خواهد داد و عمر لامپ را افزایش خواهد داد. هرچند طرح کارا بود اما قیمت بالای پلاتینیوم استفاده تجاری از آن را غیرممکن ساخت.
در ۱۸۴۱، فردریک ده مولینس از انگلستان اولین مقاله دربارهٔ طراحی لامپ رشته‌ای توسط خاکه ذغالی که بین دو سیم از جنس پلاتینیوم قرار داشت و در یک حباب تخلیه شده قرار داشت را ارائه کرد.
در ۱۸۴۵ جاون و. استارر آمریکایی مقاله‌ای دربارهٔ لامپ رشته‌ای اختراعی خود که شامل رشته‌ای کربنی بود ارائه داد. زمان زیادی از ارائه این مقاله نگذشته بود که او فوت شد. غیر از اطلاعات نوشته شده در مقاله او چیز زیادی دربارهٔ او در دسترس نیست.
در ۱۸۵۱، ژن اگوئنه روبرت-هودین در شهر بلویس فرانسه حباب‌های لامپ رشته‌ای را در معرض دید عموم قرار داد. لامپ‌های ساخت او در موزه چاتئوی بلویس به نمایش گذاشته شده.
در ۱۸۷۲ آ.ن. لودگین یک لامپ رشته‌ای را اختراع کرد. در ۱۸۴۷ او یک مقاله دربارهٔ اختراع خود نوشت.
در میان رقبایی که نزدیک به توماس ادیسون شده بودند، دانشمندی آلمانی-آمریکایی به نام هینریش گوبل ادعا کرد که او اولین حباب لامپ را در ۱۸۵۴ درست کرده‌است: یک رشته زغال بامبو در یک بطری تخلیه شده برای جلوگیری از اکسیده‌شدن. به گفتهٔ برخی او این پنج سال اولین حباب لامپ کاربردی را ساخته بود. لویس لاتیمر نشان داد حباب‌هایی که ظاهراً گوبل در دهه ۱۸۵۰ ساخته بود بسیار قبل‌تر ساخته شده بودند؛ و شیشه‌گری را پیدا کرد که کلاه‌برداری او را نشان می‌داد. در سال ۱۸۹۳ در دعوی مقالات متداخل، قاضی ادعای گوبل را کاملاً مردود اعلام کرد.

## تجاری‌سازی
جوزف ویلسن سوان (۱۸۲۴–۱۹۱۴) فیزیکدان و شیمی‌دانی انگلیسی بود. در ۱۸۵۰ او کار خود را بر روی رشته زغال کاغذ داخل یک حباب شیشه‌ای خالی شده از هوا را شروع کرد. در ۱۸۶۰ توانست وسیله‌ای کاربردی را به نمایش بگذارد اما کمبود یک خلأ مناسب و یک منبع الکتریکی مناسب باعث کم شدن طول عمر و بازده لامپ او شد. در اواسط دهه ۱۸۷۰ پمپ‌های بهتری اختراع شدند و سوان دوباره آزمایش خود را آغاز کرد. با کمک چارلز استیرن که در کار پمپ‌های خلأ بود، سوان روشی را ابداع کرد که باعث جلوگیری از سیاه شدن لامپ اولیه او شد. در ۱۸ام دسامبر ۱۸۷۸ لامپی که از یک میله باریک کربنی استفاده می‌کرد در جلسه‌ای در انجمن شیمی نیوکاسل به نمایش گذاشته شد و سوان شرح کار خود را در جلسه آن‌ها در ۱۷ ژانویه ۱۸۷۹ به نمایش گذاشت. همچنین آن را به ۷۰۰ نفری که در سوم فوریه ۱۸۹۷ در نشست ادبی و فلسفی نیوکاسل شرکت کرده بودند نیز نشان داد. این لامپ‌ها از میله کربنی لامپ قوسی به جای رشته باریک کربنی استفاده می‌کردند و بنابراین مقاومت کمتری داشتند و رساناهای بسیار بزرگی برای تأمین جریان مورد نیاز لازم داشتند که از لحاظ اقتصادی به صرفه نبود. همچنین مشخصات یک لامپ رشته‌ای را با یک خلأ نسبتاً قوی، رسانای کربنی، و هادی‌های پلاتینیومی میسر می‌ساختند. وانگهی نیاز به جریان کاری بالا باعث می‌شد عمر بسیار کمی داشته باشند. سوان توجه خود را معطوف ساخت رشته‌های کربنی بهتر و وسایلی که دو سر آن را متصل می‌کند کرد. او روشی برای کار با پنبه برای ساخت نخ کاغذی اختراع کرد و مقاله ۴۹۳۳ را در سال ۱۸۸۰ در انگلستان ثبت کرد. از این سال او نصب حباب‌های روشنایی را در انگلستان در خانه‌ها و نقاط مهم شروع کرد و در اوایل دهه ۱۸۸۰ شرکت او شروع به کار کرد.
در آمریکای شمالی نیز به موازات انگلستان پیشرفتهایی شکل گرفته بود. در ۲۴ ژوئیه ۱۸۴۷ مقاله‌ای توسط متخصص برق پزشکی، هنری وودوارد و همکارش متیو اوانس در تورنتو نوشته شد. آن‌ها لامپ خود را با اندازه و شکلی متفاوت از میله‌های کربنی در سیلندر شیشه‌ای که با نیتروژن پر شده بود تولید کردند. وودوارد و اوانس تلاش کردند تا لامپ‌های خود را تجاری کنند، اما ناموفق بودند. آن‌ها کار خود را با فروش مقاله‌شان در سال ۱۸۹۷ میلادی به توماس ادیسون به پایان رساندند (مقاله ۰، ۱۸۱، ۶۱۳ در آمریکا).
توماس ادیسون تحقیقاتی جدی برای پیشبرد لامپ رشته‌ای کاربردی در ۱۸۷۸ میلادی شروع کرد. او اولین مقاله خود را به عنوان «بهبودی در لامپ الکتریکی» در ۱۴ اکتبر ۱۸۷۸ ثبت کرد (مقاله ۰، ۲۱۴، ۶۳۶ در آمریکا). پس از آزمایش‌های زیادی که با رشته پلاتینیوم و فلزات دیگر انجام داد دوباره به سمت رشته‌های کربن روی آورد. اولین آزمایش موفقیت‌آمیز او در ۲۲ اکتبر ۱۸۷۹ بود که ۱۳٫۵ ساعت دوام آورد. ادیسون اصلاح طرح خود را ادامه داد و در ۴ نوامبر ۱۸۹۷ مقاله‌ای (مقاله ۰، ۲۲۳، ۸۹۸در آمریکا) به عنوان لامپی الکتریکی که از «رشته یا نواری کربنی که پیچیده شده و… به سیم‌های اتصال پلاتینی متصل شده» استفاده می‌کند ثبت کرد. اگر چه او راه‌های بسیاری برای ساخت رشته کربنی شامل «نخ پنبه‌ای با کتانی، قطعات کربنی، کاغذی که با روش‌های مختلف پیچیده شده‌است» توضیح داده بود، چند ماه بیشتر از ارائه مقاله نگذشته بود که ادیسون و تیمش فهمیدند که رشته زغال بامبو می‌تواند بیش از ۱۲۰۰ ساعت دوام بیاورد.
شرکت لامپ حبابی هیرام اس. ماکزیم در ۱۸۷۸ میلادی شروع به کار کرد تا مقاله خود و مقالات ویلیام ساویر را عملی کند. شرکت او پس از شرکت ادیسون دومین شرکت فروش لامپ رشته‌ای کاربردی در آمریکا بود. ماکزیم در اکتبر ۱۸۸۰ روشی را ثبت کرد که در آن توسط هیدروکربنها رشته‌های کربنی را به منظور افزایش عمر آن‌ها پوشش می‌داد. لویس لایمر که در آن زمان کارمند او بود روشی را ابداع کرد که توسط آن به رشته‌ها حرارتی اعمال می‌کرد که اجازه می‌داد آن‌ها را به شکل‌های بدیعی مدل‌دهی کند، مانند شکل "M" در رشته‌های ساخت ماکزیم. در ۱۷ ژانویه ۱۸۸۲، لاتیمر مقاله‌ای دربارهٔ فرایند ساخت کربن‌ها به‌دست آورد، روشی بهبود یافته برای تولید رشته‌های حباب لامپ که توسط شرکت نور الکتریکی ایالات متحده خریداری شده بود. لاتیمر به‌سازی‌های دیگری مثل راه بهتری برای اتصال رشته‌ها به سیم‌های محافظ به ثبت رساند.
در بریتانیا، شرکت‌های ادیسون و سوان به هم پیوستند تا شرکت برقی متحد سوان و ادیسون را تشکیل بدهند (بعدها این شرکت به نام ادیسوان شناخته می‌شد، که در نهایت به نام 'Thorn Lighting ltd' ثبت شد). ادیسون در ابتدا مخالف این ادغام بود اما وقتی از راه قانونی توسط سوان تحت فشار قرار گرفت و سوان پیروز شد در نهایت مجبور به همیاری با سوان شد و اتحاد صورت گرفت. در نهایت ادیسون تمام سهم سوان در شرکت را به‌دست آورد. سوان در ژوئن ۱۸۸۲ مقاله خود را طبق قوانین ایالات متحده به شرکت برقی براش فروخت. بعدها سوان نوشت که ادیسون ادعای بیشتری در مورد نور نسبت به او داشت تا ادیسون امتیازاتش را از ادعا دربارهٔ آن‌ها در ایالات متحده محافظت کند. در ۸ اکتبر ۱۸۸۳، اداره ثبت اختراعات ایالات متحده حکمی را داد که امتیازات ادیسون بر پایه فنون پیشین ویلیام ساویر بنا شده و آن‌ها را نادرست اعلام کرد. این ادعا سال‌ها ادامه یافت. در نهایت در ۶ اکتبر ۱۸۸۹ یک قاضی حکم داد که ادعای بهبود سیستم نور دهی الکتریکی ادیسون برای یک لامپ رشته‌ای از کربن با مقاومت بالا درست بوده‌است.
در دهه ۱۸۹۰، یک مخترع اتریشی به نام کارل آئوور وون ولزباچ بر روی تور رشته اس فلزی کار کرد. ابتدا با سیم‌های پلاتینیومی و سپس اسمیومی و یک نمونه کاربردی در ۱۸۹۸ ساخت.
در ۱۸۹۷، یک فیزیکدان و شیمیدان آلمانی به نام والتر نرنست لامپ نرست را که نوعی از لامپ رشته‌ایست و از حبابی سرامیکی استفاده می‌کرد که -نیازی به محیط خلأ یا گازی بی‌اثر نداشت- را تولید کرد. لامپ‌های نرست که دو برابر لامپ‌های رشته کربنی بازده داشت، به سرعت رایج شد تا زمانی که لامپ‌های رشته فلزی بر آن سبقت گرفت.
در ۱۹۰۳، ویلیام ویتنیو رشته‌ای را ابداع کرد که درون حباب لامپ را تیره نمی‌کرد. (بعضی از آزمایش‌های ادیسون برای جلوگیری از تیره شدن حباب باعث اختراع لامپ الکتریکی تخلیه شده شد). این رشته رشته‌ای کربنی بود که با فلز پوشیده شده بود. در ۱۳ اکتبر ۱۹۰۴، ساندور جاست و فرنس هانامان امتیازنامه‌ای در مجارستان (شماره ۳۴۵۴۱) برای لامپ رشته تنگستن به‌دست آوردند که نسبت به لامپ رشته کربنی نور درخشان‌تری تولید می‌کرد و عمر بیشتری داشت. این لامپ‌ها ابتدا توسط شرکت مجاری تانگسرام در ۱۹۰۵ میلادی به بازار ارائه شد، به همین خاطر در بسیاری از کشورهای اروپایی این نوع لامپ تانگسرام خوانده می‌شود. در ۱۹۰۶ میلادی شرکت ژنرال الکتریک امتیاز روشی برای تولید رشته تنگستنی برای استفاده در لامپ رشته‌ای را به‌دست آورد. رشته‌های تنگستن رسوبی گران بودند اما در ۱۹۱۰ توسط ویلیام دیوید کولیدج (۱۸۷۳–۱۹۷۵) روش بهبود یافته‌ای برای ساخت رشته‌های تنگستن ابداع کرد. رشته تنگستن بیشتر از بقیه انواع رشته‌های دیگر باقی‌ماند و کولیدج قیمت را اقتصادی کرد.
در ۱۹۱۳ ایروینگ لانگمویر فهمید که پر کردن لامپ با گازهای بی‌اثر به جای خلأ باعث بازده نوری بیشتر و کاهش تیره شدن حباب می‌شود. ماروین پیپکین، شیمیدان آمریکایی، در ۱۹۲۴ امتیازی برای براق کردن داخل حباب، بدون سست کردن آن و در ۱۹۴۷ امتیازی برای پوشاندن داخل لامپ با سیلیکا به دست آورد. در ۱۹۳۶، رشته س فنری پیچیده شده معرفی شد که بازده لامپ‌ها را بیشتر می‌کرد.
در ۱۹۶۴ بهبود بازده و تولید لامپ‌های رشته‌ای باعث کاهش هزینه تولید مقدار معینی نور به مقدار یک سیم نسبت به لامپ ابتدایی ادیسون شد.

## اقتصاد
بین سال‌های ۱۹۲۴ و ۱۹۳۹، بازار جهانی لامپ رشته‌ای توسط اتحادیه فواباس (خدای خورشید) کنترل می‌شد که تمام قیمت‌های خرید فروش را معین می‌کرد و اعضای آن بازار جهانی لامپ را تحت کنترل خود درآورده بودند.

## طریقه ساخت
لامپ‌های رشته‌ای شامل یک محفظه شیشه‌ای (یک جام یا حباب) که توسط گازی بی‌اثر پر شده‌است تا تبخیر رشته را کم کند می‌شود. درون حباب یک رشته از تنگستن قرار دارد که از آن جریان الکتریکی عبور داده می‌شود. جریان باعث گرم شدن رشته به دمایی شدیداً بالا می‌شود (نوعاً ۲۰۰۰ تا ۳۳۰۰ کلوین بسته به نوع رشته، سایز، شکل، و مقدار جریان عبور داده شده). رشتهٔ داغ شده از خود نوری ساطع می‌کند که حدوداً یک طیف موج پوسته‌ای را شامل می‌شود. قسمت مطلوب این طیف موج نور مریی است، اما عمده انرژی صرف تولید نور طول موج‌های نزدیک مادون قرمز می‌شود. قسمت‌های اصلی لامپ عبارتند از:
1. حباب شیشه‌ای
2. گاز بی‌اثر کم فشار
3. رشته تنگستن
4. سیم اتصال
5. سیم اتصال
6. سیم‌های محافظ
7. ساقه (پایه شیشه‌ای)
8. سیم اتصال
9. کلاهک
10. عایق (ویترایت)
11. اتصال الکتریکی

لامپ‌های رشته‌ای عموماً یک پایه شیشه‌ای دارند که سیم‌های محافظ را حفاظت می‌کند و اجازه می‌دهد سیم‌های اتصال بدون نشت گاز/هوا به داخل حباب عبور کنند. لامپ‌های بزرگ ممکن است پایه‌ای پیچ‌دار داشته باشند. (یک یا چند اتصال در نوک و یک اتصال در پوسته) یا یک پایه لامپ میخی (یک یا چند اتصال در نوک، پوسته به عنوان اتصال یا صرفاً به عنوان اتصال مکانیکی). بعضی از لامپ‌های لوله‌ای یک اتصال الکتریکی در هر انتهای خود دارند. لامپ‌های کوچک ممکن است یک پایه سه‌گوش و سیم‌های اتصال داشته باشند، و بعضی از لامپ‌های خودرو یا لامپ‌هایی مخصوص ترمینال‌های پیچی برای ایجاد اتصال الکتریکی دارند. اتصالات در سوکت لامپ اجازه می‌دهند که جریان از میان رشته عبور کنند.
برای بهبود بازده لامپ، رشته اکثراً شامل سیم‌پیچی از سیم مرغوب است که به نام فنر پیچیده شده 'coiled coil' مشهور است. برای لامپ ۱۲۰ وات ۱۲۰ ولتی، طول رشته پیچیده نشده اکثراً ۵۸۰ میلیمتر است و قطر رشته ۰٫۰۴۵ میلی‌متر است.
یکی از مشکلات اصلی لامپ استاندارد الکتریکی تبخیر رشته‌است. تفاوت‌های کوچک در مقاومت طول رشته باعث ایجاد «نقاط داغ» در مناطقی که مقاومت بیشتری دارند می‌شود. تفاوت ۱٪ در قطر رشته باعث کاهش ۲۵٪ عمر می‌گردد. نقاط داغ سریع‌تر از نقاط دیگر رشته بخار می‌شوند و این باعث افزایش مقاومت آن نقاط و تشکیل فیدبک مثبتی می‌شود که در نهایت به ایجاد یک شکاف در یک رشته ناسالم می‌شود. ایروینگ لانگمویر فهمید که یک گاز بی‌اثر به جای خلأ باعث تأخیر در تبخیر می‌شود. هم‌اکنون لامپ‌های مصرف عمومی که توانی بیشتر از ۲۵ وات دارند با مخلوطی از مقدار زیادی آرگون و کمی نیتروژن یا کریپتون پر می‌شوند. در هر حال رشته‌ای که در حباب پر شده با گاز پاره می‌شود می‌تواند یک قوس الکتریکی ایجاد کند که ممکن است به ترمینال‌ها منتقل شود و شار جریان بسیار زیادی را ایجاد کند. رشته‌های هادی داخلی نازک و محافظت‌های ساخته شده دیگر به عمد قرار داده شده‌اند تا به عنوان فیوز در لامپ عمل کنند. در لامپ‌های ولتاژ بالاتر نیتروژن بیشتری به کار برده می‌شود تا امکان جرقه‌زدن را کاهش دهند.
در مصارف عمومی رشته تنگستن بخار می‌شود. در لامپ‌های پر بازده‌تر این تبخیر سریع‌تر است. به همین خاطر طول عمر لامپ رشته‌ای رابطه‌ای جایگزینی «Trade off» بین بازده و طول عمر دارد. این رابطه اکثراً برای لامپ‌های عمومی به سمتی می‌رود که طول عمر از ۱۰۰ها ساعت تا ۲۰۰۰ ساعت کمتر نشود. لامپ‌های پروژکتورها و لامپ‌های عکاسی و تئاترها طول عمر مفیدی در حد چندین ساعت دارند، معامله‌ای بین طول احتمالی و نور بیشتر در حجم کمتر. لامپ‌های عمومی با طول عمر بالا و بازده کمتر اکثراً در جاهایی استفاده می‌شوند که هزینه تعویض نسبت به هزینه انرژی هدر رفته بیشتر باشد.
در لامپ‌های مرسوم تنگستن تبخیر شده باعث کدر شدن سطح داخلی شیشه می‌شود. برای لامپ‌های خلأ این تیرگی به‌طور یکنواخت در تمام سطح حباب صورت می‌گیرد. وقتی لامپ از یک گاز بی‌اثر پر باشد تنگستن تبخیر شده توسط جریان گاز گرم حمل می‌شود، که ترجیحاً در بالاترین قسمت حباب جمع می‌شود و فقط آن قسمت حباب را تیره می‌کند.
لامپ رشته‌ای که وقتی ۷۵٪ از عمر آن سپری شده فقط ۹۳٪ یا بیشتر از نور ابتدائی خود را بدهد بنا بر تستی که نشریه ۶۰۰۶۴ IEC انجام داده نامناسب است. کم شدن نور به دلیل تبخیر رشته و سیاهی حباب است.
شکاف رشته پدیده‌ای دیگر است گه طول لامپ را کاهش می‌دهد. لامپ‌هایی که با جریان ثابت کار می‌کنند اختلالاتی پله‌ای شکل در رشته آن‌ها ایجاد می‌شود، که باعث کاهش سطح جریان عبوری عرضی و در نتیجه گرمای بیشتر و تبخیر سریع تر در این نقاط می‌شود. در لامپ‌های کوچکی که با جریان مستقیم کار می‌کنند این کاهش ممکن است تا نصف شدن طول عمر لامپ نسبت به جریان متناوب باشد. آلیاژهای متفاوتی از تنگستن و رهنیوم می‌توانند برای بی‌اثرکردن این اثر استفاده شوند.
مقدار بسیار کمی بخار آب می‌تواند باعث تیرگی زیاد حباب لامپ شود. حباب آب بر روی رشته داغ به هیدروژن و اکسیژن تجزیه می‌شود. اکسیژن به فلز تنگستن حمله‌ور می‌شود و ذرات اکسید تنگستن را می‌سازد که در نقاط سردتر لامپ قرار می‌گیرند. هیدروژن تشکیل شده نیز اکسید را می‌کاهد و دوباره بخار آب را تشکیل می‌دهد و این سیکل آبی را ادامه می‌دهد. یک قطره آب تقسیم شده در ۵۰۰٬۰۰۰ لامپ باعث تیرگی به مقدار زیادی می‌شود.
در لامپ هالوژن تبخیر ناخواسته رشته و تیرگی حباب با پر کردن حباب از یک گاز هالوژن در فشار پایین کاهش یافته‌است. این لامپ‌ها می‌توانند در دماهای بالاتری کار کنند بدون این که مقدار غیرقابل قبولی از عمر آن‌ها کاسته شود که باعث می‌شود بازده نوری بیشتری داشته باشند.
بعضی از لامپ‌های قدیمی که در تئاترها، پروژکتورها، نورهای جستجو و فانوس‌های دریایی استفاده می‌شدند، رشته‌ای ضخیم و سنگین داشتند که در خود پودر تنگستن آزاد میان یک جام داشت. پس از مدت زمانی اپراتور حباب را جدا می‌کرد و آن را تکان می‌داد تا به پودر تنگستن اجازه دهد تا تنگستنی را که در درون حباب جمع شده را پاک کند تا سیاهی را پاک کرده و لامپ را دوباره روشن کند.
اگر حباب لامپ ترک بردارد، تنگستن داغ با هوا ترکیب می‌شود و تعلیقی از نیترات تنگستن قهوه‌ای رنگ، اکسید تنگستن قهوه‌ای رنگ، پنتا اکساید تنگستن نیلی رنگ و تری اکساید تنگستن زرد رنگ تشکیل می‌شود که در نزدیک سطح حباب ته‌نشین می‌گردد.
حباب شیشه‌ای لامپ معمول می‌تواند به دمایی بین ۲۲۰ تا ۲۶۰ درجه سانتیگراد برسد. لامپ‌هایی که برای توان‌های بالا یا به منظور گرمایش تولید می‌شوند می‌بایست حبابی از جنس شیشه سخت یا کوارتز سیم‌گزاری شده داشته باشد.

## مشخصات الکتریکی
لامپ‌های رشته‌ای تقریباً بارهایی مقاومتی با ضریب توان ۱ هستند؛ یعنی توان حقیقی (وات) استفاده شده با توان ظاهری (ولت‌آمپر) یکسان‌اند. مقاومت واقعی رشته به دمای آن وابسته است. دمای رشته سرد حدوداً لامپ روشن یک پانزدهم است؛ مثلاً، لامپ ۱۰۰ وات ۱۲۰ ولت حدوداً ۱۴۴ اهم مقاومت دارد در حالی که مقاومت سرد بسیار پایین‌تر است (حدوداً ۹٫۵ اهم).
از آنجا که لامپ‌های رشته‌ای بارهای مقاومتی هستند، دیمرهای ترایاکی ساده می‌توانند به راحتی به عنوان مدار کنترل روشنایی آن‌ها مورد استفاده قرار گیرند.
اتصالات الکتریکی ممکن است نشان "T" داشته باشند که نشان می‌دهد آن‌ها به منظور استفاده در مدارهای کنترلی با جریان هجومی بالای لامپ‌های تنگستن طراحی شده‌اند. برای لامپ‌های ۱۲۰ ولت ۱۰۰ وات عمومی، جریان در حدود ۰٫۱۰ ثانیه ثابت می‌شود، و لامپ پس از حدوداً ۰٫۱۳ ثانیه به ۹۰٪ روشنایی کامل خود دست می‌یابد.

## توان
| توان (وات) | خروجی (لومان) | بازده (لومن بر وات) |
| ---------- | ------------- | ------------------- |
| ۲۵         | ۲۲۰           |                     |
| ۴۰         | ۴۰۰           |                     |
| ۶۰         | ۷۰۰           |                     |
| ۷۵         | ۹۰۰           |                     |
| ۱۰۰        | ۱۳۰۰          |                     |
| ۱۵۰        | ۲۰۰۰          |                     |
| ۲۰۰        | ۳۰۰۰          |                     |
| ۳۰۰        | ۵۰۰۰          |                     |

لامپ‌های رشته‌ای اکثراً بنا بر توان الکتریکی مصرفی خود به فروش می‌رسند. این توان با وات اندازه‌گیری می‌شود و اساساً به مقاومت رشته وابسته‌است، که آن نیز به طول رشته، ضخامت و جنس آن بستگی دارد. برای دو حباب با ولتاژ یکسان، نوع، رنگ و شفافیت، لامپی که توان بیشتری می‌گیرد نور بیشتری هم می‌دهد.
جدول مقدار نوعی تقریبی را بر حسب لومن برای لامپ‌های رشته‌ای استاندارد با توان‌های متفاوت نشان می‌دهد. دقت کنید که مقدار لومان برای حباب‌های «سفید نرم» عموماً کمی از لامپ‌های استاندارد با توان مشابه کمتر است، چون حباب‌های شفاف اکثراً کمی نور روشنتری از خود نسبت به لامپ‌های عادی با توان مشابه ساطع می‌کنند.

### مقایسه هزینه برق مصرفی
کیلووات ساعت، واحد معمول انرژی الکتریکی خریداری شده‌است. قیمت الکتریسیته در ایالات متحده عموماً بین ۰٫۰۶ تا ۰٫۱۸ دلار به ازای هر کیلووات ساعت متغیر است، اما در بعضی نقاط خاص مانند هاوایی ممکن است تا ۰٫۲۳ دلار به ازای هر کیلووات ساعت برسد.
مانند سایر وسایل الکتریکی، هزینه کار ساعتی می‌تواند با ضرب کردن توان ورودی در هزینه به ازای هر کیلووات ساعت و تقسیم آن بر ۱۰۰۰ به‌دست آید؛ مثلاً یک لامپ ۱۰۰ وات با هزینه ۱۰ سنت برای هر کیلووات ساعت ۱=۱۰۰۰/۱۲*۱۰۰ سنت برای هر ساعت کار خواهد بود.
هدف هر سیستم نورپردازی روشنایی است (لومان)، نه توان. برای مقایسه هزینه کارکرد لامپ‌های رشته‌ای با منابع نوری دیگر، محاسبه باید مقدار نور تولید شده با هر لامپ را هم در بر بگیرد. برای سیستم‌های نوردهی صنعتی و تجاری، مقایسه باید شامل مقدار نور مورد نیاز، بازده تجهیزات نوردهی، هزینه هر لامپ، هزینه کارگری که لامپ را جایگزین می‌کند، ضریب استهلاک لامپ در زمان کارکرد آن (نور آن بعد از گذشت زمان)، تأثیر گرمایی لامپ و سیستم‌های تهویه مطبوع، و همچنین مصرف انرژی را هم در نظر گرفت.
هزینه نهایی نوردهی همچنین شامل اتلاف نوری نگهدارنده‌های لامپ نیز می‌شود. سطوح منعکس‌کننده داخلی و طراحی پایه لامپ می‌تواند مقدار نور قابل رویت را بهبود دهد. از آنجا که دید انسان خود را با نورهای بسیار متفاوتی تطبیق می‌دهد، ۱۰تا ۲۰٪ کاهش در نور هنوز می‌تواند نور دهی قابل قبولی باشد، مخصوصاً وقتی تغییراتی مانند تمیز کردن تجهیزات نوردهی و بهبود پایه‌های لامپ اعمال شوند.

## اجزای فیزیکی
شرایط، اندازه و شکل حباب‌ها:
- لامپ عمومی:
نور در تمام جهات ساطع می‌شود. در دو نوع شفاف و مات ساخته می‌شود. انواع: عمومی (A)، حبابی(G)، و دکوراتیو(D) (شعله‌ای، پخش و اشکال دیگر)
- توان بالای عمومی (PS)
لامپ‌های بالاتر از ۲۰۰ وات
- بازتابنده (R)
یک بازتابنده نور در درون لامپ پوشش داده شده تا نور را به سمت روبرو جهت دهی کند. مدل‌های با نور پخش (FL) نور را پراکنده می‌کنند. نوع نقطه‌ای (SP) نور را متمرکز می‌کند. نوع بازتابنده (R) تقریباً دو برابر شدت پرتابه نور بیشتری (فوت-کاندل) نسبت به نوع عمومی (A) با همان وات دارد.
- بازتابنده سهموی با پوشش آلومینیوم (PAR)
حباب‌های PAR نور را با دقت بیشتری تحت کنترل داند. آن‌ها حدوداً ۴ برابر شدت نور بیشتری نسبت به نوع A دارند، و برای نور خطی و بازگشتی مورد استفاده قرار می‌گیرند. نوع مقاوم در برابر هوا برای استفاده نورهای نقطه‌ای و نور پخش در فضای آزاد موجود است. حباب ۱۲۰های ولت ۱۶، ۲۰، ۳۰ و ۳۸: در انواع نقطه‌ای و نور باریک گسترش می‌یافتند. مانند بقیه لامپ‌ها، شماره بالا نشان دهنده قطر لامپ بر حسب یک‌هشتم اینچ است. Par ۱۶ برابر دو اینچ است، ۲۰ برابر با قطر ۲٫۵ اینچ است، ۳۰ برابر ۳٫۷۵ اینچ است و ۳۸ برابر ۴٫۷۵ اینچ است.
- بازتابنده پیچیده
- HIR
"HIR" لامپی است که پوششی مخصوصی دارد که نور مادون قرمز را به سوی رشته بازمی‌تابد، گرمای کمتری نشت می‌کند، بنابراین رشته داغ‌تر می‌شود و بازده بالاتر می‌رود.
اتصالات استاندارد:
حباب لامپ با پایه پیچی E۲۶ ادیسون کلاهک دوپایه اتصال میخی (حباب نشان داده در اصل CFL است)
بعضی از لامپ‌های خانگی و صنعتی پایه‌های فلزی دارند که با سوکت‌های استاندارد مطابقت دارند. ژنرال الکتریک در ۱۹۰۹ سایز استانداردی برای لامپ‌های رشته‌ای تنگستن تحت مارک مزدا معرفی کرد. این استاندارد در ایالات متحده به سرعت مقبول افتاد و نام مزدا تحت پروانه‌ای در سال ۱۹۴۵ توسط سازنده‌ها مورد استفاده قرار گرفت.

## پایه پیچی
در هر طراحی، E نشانه ادیسون است، کسی که سرپیچ لامپ را ساخت، و شماره نشانگر قطر برحسب میلی‌متر است. (حتی در آمریکای شمالی هم که طراحی برای حباب شیشه‌ای بر حسب یک‌هشتم اینچ هست هم صادق است). چهار نوع سایز رایج برای اندازه سرپیچ‌های استفاده‌شونده در سرپیچ‌های مخصوص ولتاژ شبکه رایج است:
- شمعی:E۱۲ در آمریکای شمالی، E۱۱ و E۱۰ در اروپا.
- میانی:E۱۷ در آمریکای شمالی، E۱۴ در اروپا.
- استاندارد یا متوسط: E26 (MES) در آمریکای شمالی، E27 (ES) در اروپا.
- مغول:E۳۹ در آمریکای شمالی، E40 (GoliathES) در اروپا
بقیه سایزهای سرپیچ عبارت است از:
- متوسط بزرگتر (E۲۹)، بزرگتر از سوکت لامپ‌های رایج، برای جلوگیری دزدیده شدن حباب در محل‌های عمومی.
- سایز مینیاتوری (E5) که اکثراً برای کاربردهای ولتاژ پایین مثل باتری‌ها مورد استفاده قرار می‌گیرد.
سایز بزرگ E۳۹ هم‌اکنون در لامپ‌های خیابانی بزرگ و لامپ‌های وات بالا (مانند سه شماره ۱۰۰/۲۰۰/۳۰۰) و بسیاری از لامپ‌های نورانی تخلیه الکتریکی مورد استفاده قرار می‌گیرد. حباب‌های ۱۲ ولت سرپیچ متوسط ادیسون (MES) برای کاروان‌ها تولید می‌شوند. لامپ‌های فضای باز جشن‌ها و همچنین لامپ‌های چراغ‌های مطالعه و فرهای مایکروویو از سرپیچ میانی استفاده می‌کنند. پیشتر لامپ‌های خروج اضطراری نیز از پایه میانی استفاده می‌کردند (اما هم‌اکنون طبق قوانین کانادا و ایالات متحده لامپ‌های پربازده تری باید مورد استفاده قرار گیرند). از سرپیچ متوسط نباید بیشتر از ۲۵ آمپر بگذرد. این قضیه محدوده لامپ‌های ولتاژ پایین کاربردی را کم می‌کند. (۵۵۰۰ وات در شبکه ۲۲۰ ولت).

## پایه‌های میخی (بایونت)
حباب‌های پایه میخی (فشار و چرخش) که در پایه‌هایی با سوکت‌های با صفحه‌های فنری مورد استفاده قرار می‌گیرند، در سایزهای مشابهی تولید می‌شوند و در طرح‌های B ,BA یا ۱۲ ,BY تولید می‌شوند. این پایه‌ها در سرتاسر جهان به همراه لامپ‌های پایه گوه‌ای که دارای پایه نیمه پلاستیکی یا کاملاً شیشه‌ای هستند برای لامپ‌های اتومبیل ۱۲ ولت رایج‌اند. در این حالت اتصالات دور قسمت خارجی حباب می‌پیچند که برخلاف اتصالات سوکت تحت فشار قرار می‌گیرند. حباب‌های لامپ‌های کوچک جشن‌ها از پایه‌های گوه‌ای پلاستیکی استفاده می‌کنند. BC یا B۲۲ یا B22d یا پایه‌های میخی دو اتصاله در استرالیا، هند، ایرلند و نیوزیلند و ایالات متحده برای بیشتر لامپ‌های ۲۴۰–۲۲۰ ولت مورد استفاده قرار می‌گیرند. بایونت‌های کوچک در آمریکای شمالی برای وسایلی مثل ماشین‌های دوخت و جاروبرقی‌ها مورد استفاده قرار می‌گیرند.
پایه‌های سنجاقی:
پایه سنجاقی (پینی)، دو اتصال در قسمت زیرین حباب دارد. برای آن‌ها طرح‌های G یا GY تعیین شده‌است، همراه با عددی که فاصله مرکز تا مرکز هر پین را به میلی‌متر نشان می‌دهد؛ مثلاً یک پایه پینی ۴ میلی‌متری به صورت G4 (یا GY4) نشان داده می‌شود. بعضی از سایزهای رایج G4, G6.35,G8,GY8.6,G9 و GY۹٫۵ هستند. وجود دومین حرف (یا نبودن آن) قطر پین را نشان می‌دهد. بعضی از لامپ‌های نقطه‌ای یا پهن پین‌هایی دارند که نوک پهن‌تری دارند. تا در سوکت با یک چرخش قفل شوند. لامپ‌های دیگر به شکل استوانه باریک ساخته می‌شوند، با دندانه یا تیغه‌هایی در هر طرف.
پایه لامپ‌های مخصوص:
برای بعضی از پروژکتورها و وسایل نوردهی صحنه پایه‌های خاصی مورد استفاده مورد استفاده قرار می‌گیرند. لامپ‌های پروژکتور در بعضی موارد ممکن است از ولتاژهای معمول استفاده نکنند (مانند ۸۲)، ممکن است برای بعضی از محیط‌های خرید و فروش یا برای بهتر ساختن نور خروجی در بعضی از سیستم‌های نوری نیاز به آن‌ها باشد.
لامپ‌های طراحی شده برای سیستم‌های نوری (مانند پروژکتورهای فیلم، نور میکروسکوپ‌ها، یا تجهیزات نوری تئاتر) پایه‌هایی با خاصیت هم ترازی دارند تا رشته دقیقاً در میان سیستم نوری قرار بگیرد. لامپ سرپیچ دار ممکن است جهتی تصادفی به هنگام نصب لامپ در سوکت به خود بگیرد.
لامپ‌های استوانه‌ای مانند R7S-۷۵ لامپ‌های هالوژنی تیوبی، در این حالت سوکتی به ضخامت ۷ میلی‌متر با استوانه‌ای به طول ۷۵ میلی‌متر دارد.
ولتاژ، نور و طول عمر:
لامپ‌های رشته‌ای نسبت به تغییرات ولتاژ تغذیه خود بسیار حساس‌اند. این مشخصات بسیار دقیق‌اند و از لحاظ اقتصادی مهم هستند.
برای ولتاژ تغذیه V، نور خروجی تقریباً با V به توان ۳٫۴ متناسب است.
- مصرف توان حدوداً با V به توان ۱٫۶ متناسب است.
- عمر لامپ حدوداً با V به توان ۱۶ نسبت عکس دارد.
- گرمای رنگی حدوداً با V به اوان ۰٫۴۲ متناسب است؛ یعنی ۵٪ کاهش ولتاژ کاری عمر لامپ را در ازای ۲۰٪ کاهش نور بیش از دو برابر می‌کند. این معامله بسیار قابل قبولی برای لامپی است که در مکان‌های دور افتاده (مثلاً لامپ‌های ترافیکی یا تجهیزاتی که از سقف‌های بلند آویزان هستند) قرار دارد. این لامپ‌هایی که «پر عمر» نامیده می‌شوند لامپ‌هایی هستند که از این رابطه ساده استفاده می‌کنند. از آنجا که ارزش توان الکتریکی مصرفی بسیار بیشتر از قیمت لامپ است، لامپ‌های عمومی برای روشنایی تأکید بیشتری بر بازده نوری دارند تا عمر کاری. هدف کاهش قیمت نور است، نه کاهش قیمت لامپ‌ها.
روابط بالا فقط برای تغییرات ناچیزی حول مقادیر نامی صادق هستند، اما نشان می‌دهند که لامپ‌هایی که در ولتاژهای بسیار پایین‌تر از ولتاژ نامی خود کار می‌کنند می‌توانند صدها برابر عمر نامی خود عمر کنند، در حالی که نور بسیار کمتری هم تولید می‌کنند. لامپ صدساله حباب لامپی است که به عنوان لامپی که یکسره از ۱۹۰۱ نوردهی می‌کرده در کتاب رکوردهای گینس ثبت شده‌است. در حالی که حباب حدوداً ۴ وات توان دریافت می‌کرده. قضیه مشابهی دربارهٔ لامپ ۴۰ واتی که در تگزاس از۲۱ سپتامبر سال ۱۹۰۸ روشن بوده صدق می‌کند. این لامپ یک بار در اپرایی قرار گرفت که جشن بزرگی تحت نور آن برگزار شد، اما هم‌اکنون در محوطه موزه قرار دارد.
در لامپ‌های با نور پخش که برای نور عکاسی مورد استفاده قرار می‌گیرند، رابطه تعادل به سمت دیگری سوق پیدا می‌کند. در مقایسه با لامپ‌های عادی برای یک توان مشابه، این لامپ‌ها نور بسیار بیشتری تولید می‌کنند و (مهم‌تر این که) نوری با گرمای نوری بیشتر در ازای عمر کمتر لامپ (که ممکن است به اندازه ۲ ساعت برای یک لامپ P۱ باشد) تولید می‌کند. ماکزیمم حرارت نور وقتی است که رشته فلز داخل حباب در نقطه جوش خود کار کند. تنگستن فلزی است که بیشترین نقطه جوش را داراست؛ مثلاً حبابی با عمر نوردهی ۵۰ ساعت، برای کار در دمای حدوداً ۵۰ درجه سانتیگراد زیر نقطه جوش خود طراحی شده. این نوع لامپ ممکن است به ۲۲ لومان بر وات در مقایسه با ۱۷٫۵ برای یک لامپ عمومی با ۷۵۰ ساعت کار دست یابد.
لامپ‌های طراحی شده برای ولتاژهای متفاوت بازده‌های نوری متفاوتی هم دارند؛ مثلاً یک لامپ ۱۰۰ وات ۱۲۰ ولت حدوداً ۱۷٫۱ لومان بر وات تولید خواهد کرد. لامپی با طول عمر نامی مشابه با ولتاژ کاری ۲۳۰ ولت فقط حدود ۱۲٫۸ لومان بر وات تولید خواهد کرد و لامپی مشابه برای ۳۰ ولت (نوردهی قطار) ۱۹٫۸ لومان بر وات تولید خواهد کرد.
لامپ‌های از لحاظ تعداد سیم‌های محافظ برای رشته تنگستن هم متفاوت‌اند. هر رشته تنگستن اضافی رشته را از لحاظ مکانیکی محکم‌تر می‌کند، اما حرارت رشته را از آن دور می‌کند، که باعث ایجاد رابطه تعادل دیگری بین عمر و بازده می‌شود. بسیاری از لامپ‌های نوین عمومی از سیم محافظ دیگری استفاده نمی‌کنند، اما لامپ‌های ساخته شده برای «خدمات سیار» اغلب چند سیم اضافه با لامپ‌های مخصوص «خدمات ارتعاشی» ممکن است تا ۵ رشته اضافی داشته باشند. لامپ‌های طراحی شده برای ولتاژهای پایین (مانند ۱۲ ولت) اکثراً رشته‌هایی بسیار ضخیم‌تر دارند که نیاز به سیم‌های حمایت کنند اضافی ندارند. ولتاژهای بسیار پایین کم بازده هستند زیرا سیم‌های هدایت‌کننده جریان حرارت بیشتری از رشته دور خواهند کرد، به همین خاطر مینیمم ولتاژ کاری به ۱٫۵ ولت محدود می‌شود. رشته‌های بسیار طویل برای ولتاژهای بالا شکننده‌اند، و پایه‌های لامپ سخت‌تر عایق بندی می‌شوند، پس لامپ‌های روشنایی با ولتاژ نامی بیشتر از ۳۰۰ ولت ساخته نمی‌شوند. بعضی از المنت‌های حرارت غیرمستقیم برای ولتاژهای بالاتر ساخته می‌شوند، اما از حباب‌هایی تیوبی با ترمینال‌های بسیار دور استفاده می‌کنند.

## اثر نور و بازده
حدوداً ۹۰٪ توان مصرف شده توسط حباب لامپ رشته‌ای به جای نور قابل رویت به صورت گرما ساطع می‌گردد.
اثر نوری نسبت نور قابل رویت (واقع در طول موج مرئی) است به توان وارده به لامپ که با لومان بر وات (lm/W) محاسبه می‌شود. حداکثر اثر نوری ممکن lm/W ۶۸۳ برای لامپ سبز تک رنگ با طول موج ۵۵۵ نانومتر حداکثر حساسیت چشم انسان است. برای نور سفید حداکثر اثر نوری ۲۴۰ لومان بر وات است.
بازده نوری نسبت اثر نور بر ماکزیمم مقدار ممکن است که به صورت عددی بین ۰ و ۱ یا درصد بیان می‌شود. در هر حال بازده نور برای هر دو مقدار استفاده می‌شود. دو رابطه مربوط دیگر اثر نور کلی و بازده نور کلی هستند که کل نور خروجی تقسیم بر کل توان ورودی هستند. این کار باعث می‌شود که راه‌های مختلفی که ممکن است باعث اتلاف انرژی شوند در نظر گرفته شوند، پس این مقادیر هرگز از بازده و اثر نوری استاندارد بزرگتر نخواهند شد. اصطلاح «بازده نوری» اغلب به خوبی مورد استفاده قرار نمی‌گیرد، و در عمل ممکن است به هر یک از این ۴ رابطه گفته شود.
جدول پایین مقادیر کلی اثر نور و بازده نوری را برای چند نوع از لامپ‌های التهابی و چند منبع نور ایده‌آل نشان می‌دهد.
نوع بازده کلی نوری اثر کلی نوری
التهابی ۴۰ وات تنگستن ۱٫۹٪ ۱۲٫۶
التهابی ۶۰ وات تنگستن ۲٫۱٪ ۱۴٫۵
التهابی ۱۰۰ وات تنگستن ۲٫۶٪ ۱۷٫۵
هالوژن شیشه‌ای ۲٫۳٪ ۱۶
هالوژن کوآرتز ۳٫۵٪ ۲۴
التهابی با دمای بالا ۵٫۱٪ ۳۵
پرتوافشان جسم سیاه ۴۰۰۰K ایده‌آل ۷٫۰٪ ۴۷٫۵
پرتوافشان جسم سیاه ۷۰۰۰K ایده‌آل ۱۴٪ ۹۵
منبع نور سفید ایده‌آل ۳۵٫۵٪ ۲۴۲٫۵
منبع نور ایده‌آل تک رنگ ۵۵۵ نانومتر سبز ۱۰۰٪ ۶۸۳
یک لامپ ۱۰۰ وات ۱۲۰ ولت ۱۷٫۵ لومان بر وات تولید می‌کند، که در مقایسه با نور سفید ایده‌آل در تئوری که ۲۴۲٫۵ لومان بر وات تولید می‌کند. متأسفانه، تا زمانی که رشته تنگستن به حالت جامد است (دمایی زیر ۳۶۸۳ درجه کلوین) بیشتر نور مادون قرمز از خود ساطع می‌کند. دونالد ال. کلیپستین در اینباره این‌گونه توضیح می‌دهد: «یک ماده نورافشان ایده‌آل در دمای ۶۳۰۰ درجه سانتیگراد (۶۶۰۰ کلوین) نور مرئی پربازدهی تولید می‌کند. حتی در این دما هم اکثر نور تولیدی مادون قرمز یا ماوراء بنفش است، و بازده نوری تئوری ۹۵ لومان بر وات است». هیچ ماده شناخته شده‌ای نمی‌تواند در این دمای ایده‌آل که گرم‌تر از دمای سطح خورشید است مورد استفاده قرار گیرد. طیف نوری ساطع شده از یک منبع نوری جسم سیاه با مشخصات حساسیت چشم انسان مطابقت ندارد. یک مقدار حداکثر برای بازده نوری یک لامپ التهابی حدود ۵۲ لومان بر وات یا مقدار نظری نور ساطع شده از تنگستن در نقطه جوش آن است. برای یک مقدار یکسان نور، یک لامپ التهابی دمای بیشتری از خود نسبت به یک لامپ فلورسنت از خود ساطع می‌کند (و توان بیشتری مصرف می‌کند). گرمای خروجی لامپ التهابی بار دستگاه‌های تهویه مطبوع را در تابستان بیشتر می‌کنند، اما در هوای سرد این گرما می‌تواند در سیستم گرمایشی ساختمان در نظر گرفته شود.
لامپ‌های التهابی هالوژن اثر بیشتری دارند که اجازه می‌دهد یک لامپ هالوژن ۶۰ وات حدوداً اندازه یک لامپ ۱۰۰ وات غیر هالوژن نور تولید می‌کند. همچنین لامپ‌های هالوژن کم توان‌تری می‌توان ساخت که نور مشابهی با لامپ ۶۰ وات غیر هالوژنی تولید کنند اما با عمری بیشتر.
جایگزین‌های استانداردی که می‌توانند به جای لامپ التهابی استفاده شوند عبارت‌اند از:
- لامپ‌های فلورسنت و فلورسنت فشرده
- لامپ‌های تخلیه الکتریکی پرنور
- ال‌ئی‌دیها

هیچ‌کدام از این لامپ‌ها بر پایه التهاب تولید نور نمی‌کنند. این لامپ‌ها با انتقال الکترون از یک مدار انرژی به مدار بالاتر نور تولید می‌کنند. این مکانیزم خطوط طیفی ناپیوسته تولید می‌کند پس وابسته به دنباله وسیع طول موج‌های نامرئی مادون قرمز ساطع شونده از التهاب که انرژی ناکارآمدی برای نورپردازی است نیستند. با انتخاب دقیق مدار انتقال الکترون، می‌توان از طول موج لامپ التهابی تقلید کرد یا نوری سفید با دمای رنگ دلخواه تولید کرد.
قوانین و مقررات منع استفاده:
به دلیل مصرف بیشتر لامپ‌های التهابی نسبت به جایگزین‌های پربازده‌تر مانند لامپ‌های فلورسنت فشرده و ال‌ئی‌دی‌ها، بعضی کشورها قوانین و مقرراتی تصویب کردند که استفاده از لامپ‌های التهابی را کمتر کنند. برزیل و ونزوئلا در سال ۲۰۰۵ شروع به از رده خارج کردن این لامپ‌ها کردند و بعضی کشورها برنامه‌ای زمان‌بندی برای این کار دارند: ایرلند در ۲۰۰۹، استرالیا در ۲۰۱۰، کانادا در ۲۰۱۲ و ایالات متحده بین ۲۰۱۲ تا ۲۰۱۴. اکثر این قوانین جلوی استفاده از این لامپ‌ها را نمی‌گیرند بلکه جلوی فروش آن‌ها را می‌گیرند.

## تلاش برای بهبود بازده
تلاش‌های زیادی در سال‌های به دلیل قوانین بازدارنده مصرف این لامپ‌های برای بهبود بازده لامپ‌های کم مصرف انجام شده. بخش مصرف‌کننده‌های نور جنرال الکتریک اعلام کردند که بر روی لامپ‌هایی با نام «لامپ‌های التهابی پربازده» (HEI) کار می‌کنند که انتظار می‌رود ۴ برابر لامپ‌های التهابی حاضر بازده داشته باشند و هدف ابتدائی آن‌ها تولید نور ۳۰ لومان بر وات یا با دو برابر بازده‌است.
در سال ۲۰۰۶، دیوید کانینگهام که ابداعات زیادی در زمینه نورپردازی سرگرم‌کننده دارد، مقاله در مورد لامپی با بازتابنده مادون قرمز در ایلات متحده ثبت کرد.
دانشکده انرژی آزمایشگاه ملی سندیا در آمریکا در حال ارائه لامپی رشته‌ای با بازده ۶۰٪ به جای ۵٪ هستند.

## در ایران
بر اساس مصوبهٔ هیئت وزیران توزیع لامپ‌های رشته‌ای از آغاز سال ۱۳۹۳ در ایران ممنوع خواهد شد
پ. ن:اما همچنان با گذشت چندین سال از این مصوبه این لامپ‌ها را به راحتی می‌توان تهیه کرد، خرید و فروش این نوع لامپ غیرقانونی نیست.